# Deutsch-Französisches Gymnasium

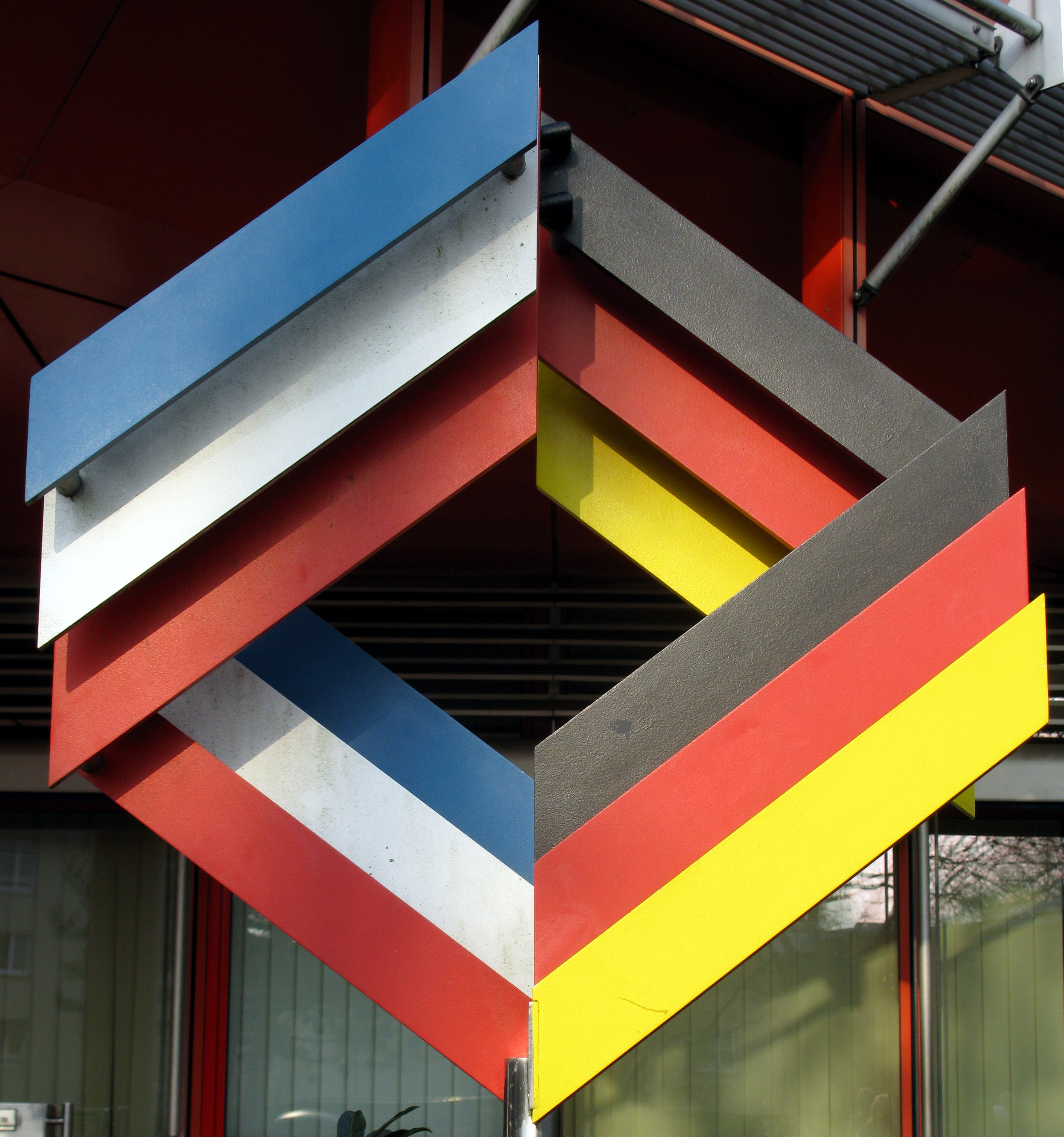
Symbol mit den Nationalfarben beider Länder am Gymnasium in Freiburg

Deutsch-Französisches Gymnasium (kurz: DFG, französisch Lycée Franco-Allemand, LFA) nennen sich drei deutsche Gymnasien in Saarbrücken, Freiburg im Breisgau, Hamburg sowie zwei französische Lycéen in Buc und in Straßburg.  Angegliedert an diese Schulen sind auch drei deutsch-französische Grundschulen (in Buc, Saarbrücken und Freiburg), zwei deutsch-französische Kindergärten (in Freiburg und Saarbrücken) und ein deutsch-französisches Internat (in Freiburg).

## Geschichte
Die Schulen genießen in Deutschland den Status von Versuchsschulen und gründen sich auf den deutsch-französischen Vertrag (Élysée-Vertrag) vom 22. Januar 1963. Ziel war die Schaffung zweisprachiger Schulen für die Kinder der französischen Soldaten in Deutschland und für die Kinder von deutschen Staatsbediensteten in der Gegend der Île-de-France. Auch sollte der kulturelle Austausch und die Kommunikation zwischen jungen Menschen beider Nationen gefördert werden. Zwischen den drei Schulen findet ein reger Austausch statt, jeder Schüler eines deutsch-französischen Gymnasiums lernt im Laufe seiner Schulzeit das Lycée in Buc kennen und umgekehrt.

## Schulsystem
Auf den deutsch-französischen Gymnasien sind die Schulsysteme beider Länder weitgehend parallel in Kraft. Jedes Jahr werden Schüler beider Nationalitäten eingeschult. Während deutsche Schüler im achtjährigen Gymnasialzweig (Klassen 5 bis 12) unterrichtet werden, durchlaufen Schüler der französischen Klassen die Stufen 6ème bis Terminale. Jede Klasse hat eine partnersprachliche Parallelklasse, mit der viele gemeinsame Unterrichtsstunden verbracht werden. Die jeweilige Partnersprache wird vom ersten Schuljahr an – in Deutschland ab der 5. Klasse, in Frankreich ab der „Vorklasse“ vor der 6ème – unterrichtet. Viele Kurse werden in der Partnersprache unterrichtet und der Unterricht von Lehrkräften beider Nationalitäten abgehalten.
Die deutsche Sektion hat zwischen den Klassen 5 bis 9 jeweils zwei Klassen einer Klassenstufe (a und b), die französische Sektion mit den Klassen 6ème bis 3ème hat jeweils zwei Klassen, hier ist die Benennung jedoch I (un) und II (deux).
Nach der 9. Klasse bzw. der 3ème werden die Klassen seit der Einführung des achtjährigen Gymnasiums in der deutschen Sektion zusammengelegt. Es findet eine Aufteilung in drei verschiedene Zweige statt, jeweils zwei (alle Zahlenangaben gelten für das Deutsch-Französische Gymnasium Freiburg) S-Klassen (Naturwissenschaften), wobei hier ein Jahr später nochmals in SBC (Schwerpunkt Biologie und Chemie) und SMP (Schwerpunkt Mathematik und Physik) aufgeteilt wird, und es damit drei S-Klassen gibt, eine ES-Klasse (Wirtschaft) und zwei L-Klassen (Sprachen).
Ab dieser Aufteilung sind die Klassen vollintegriert. Das heißt, dass französische und deutsche Schüler zusammen in einer Klasse unterrichtet werden, die Hälfte des Unterrichts auf Deutsch und die andere Hälfte auf Französisch. Ausnahmen bilden hierbei die Muttersprache und die Partnersprache sowie der Religionsunterricht.
In Saarbrücken ist seit dem Schuljahr 2006/2007 die Oberstufe ab der diesjährigen Klasse 10 bzw. 2nd vollständig integriert. Im gleichen Schuljahr fand in Klasse 6 bzw. 6ème der Einstieg in eine weitergehende Integration des Unterrichts auch in der Sekundarstufe I statt. So werden deutsch- und französischsprachige Schüler gemeinsam in der zweiten Fremdsprache Englisch unterrichtet. In den kommenden Jahren nehmen pro Klassenstufe die Anteile integrierten Unterrichts allmählich zu (Gesellschaftswissenschaften – dritte Fremdsprache – Musik – Kunst – Mathematik – Naturwissenschaften), bis die volle Integration in der Sekundarstufe II erreicht wird.
Mit der Versetzung in die 10. Klasse erhalten die Schüler die Berufsschulreife und mit Versetzung in die Premiere die mittlere Reife. Die Oberstufe, in der die Schüler gemeinsam unterrichtet werden, umfasst drei Jahre von der Seconde über die Première zur Terminale, in der die Abiturprüfungen abgelegt werden.

### Notensystem
Die sogenannten „europäischen Noten“ an den deutsch-französischen Gymnasien gehen von 1 bis 10, wobei 10 die beste und 1 die schlechteste Note ist. Ab 5 und schlechter ist die Versetzung des Schülers gefährdet. 10 Punkte entsprechen der französischen Note „excellent“, die nur für hervorragende Leistungen vergeben wird, die über die Anforderungen hinausgehen.
| Note(n)  | Notendefinition         |
| -------- | ----------------------- |
| 10 bis 9 | sehr gut                |
| 8        | gut                     |
| 7        | befriedigend            |
| 6        | ausreichend             |
| 5 bis 4  | mangelhaft              |
| 3 bis 2  | ungenügend              |
| 1        | Verweigerung der Arbeit |

### Das deutsch-französische Abitur
Die Abschlüsse der deutsch-französischen Gymnasien sind als Hochschulzugangsberechtigung in beiden Ländern anerkannt. Die Gymnasien in Baden-Württemberg, im Saarland, Hamburg und Frankreich nutzen nicht die Prüfungsaufgaben der Länder. Die Abituraufgaben werden auf der Basis von Aufgabenvorschlägen der drei Schulen von einer externen, binationalen Aufgabenkommission erstellt. Es findet wegen des teilweise abweichenden Lehrplans kein Zentralabitur an den deutsch-französischen Gymnasien statt. Die Abschlussnote jedes Schülers wird gemäß Umrechnungstabelle berechnet.
Dieses Doppelabitur, das ausschließlich an den drei genannten Gymnasien vergeben wird, ist nicht mit dem bilingualen Abitur oder dem AbiBac gleichzusetzen, die weiter verbreitet sind.

## Schulen

### DFG Saarbrücken
- Gegründet am 25. September 1961
- 512 Schüler in deutschen Klassen

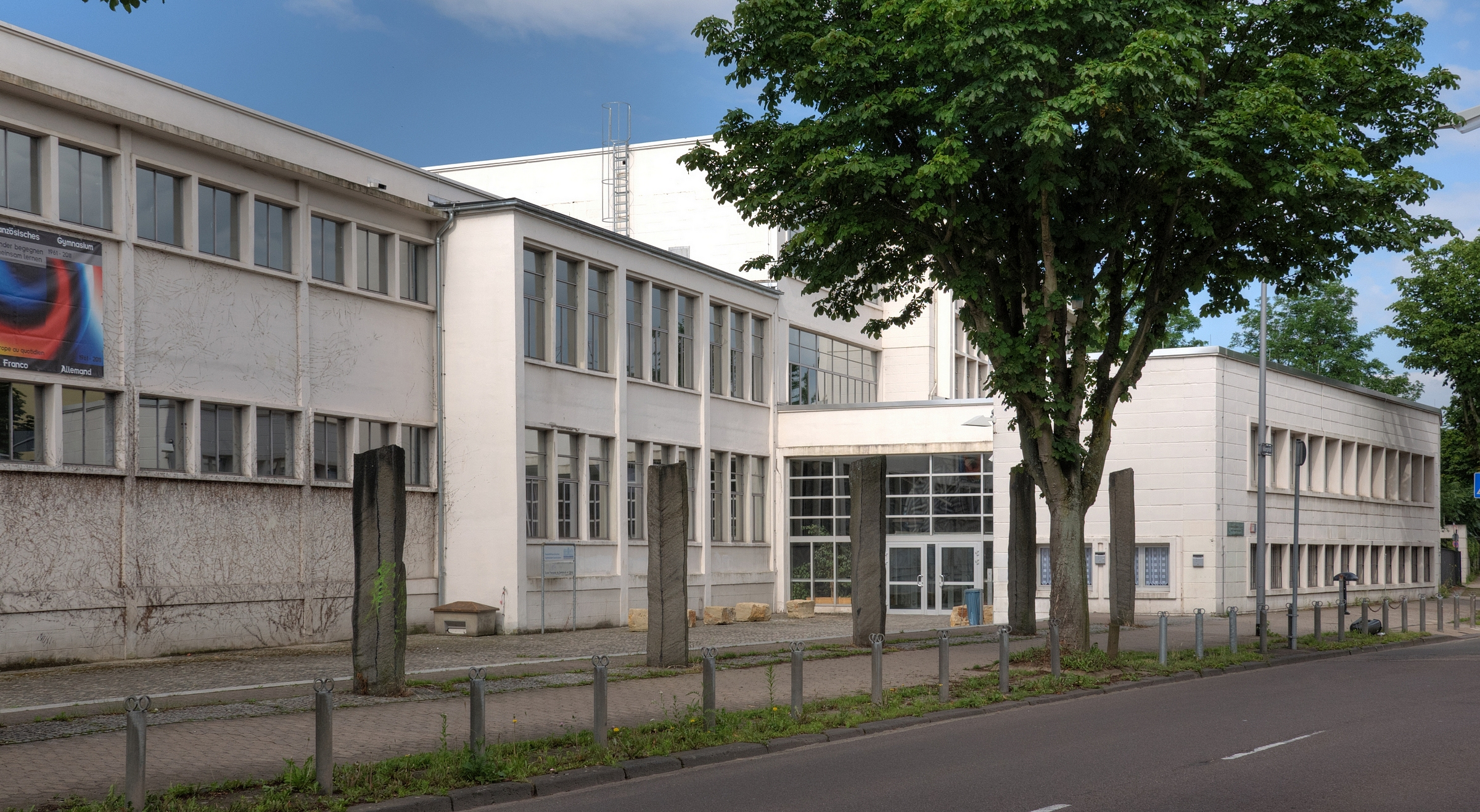
Das DFG in Saarbrücken

- 494 Schüler in französischen Klassen
- Schulleiter:
  - Stefan Hauter (seit Schuljahr 2020/2021, davor Hans Bächle)
  - Clarit Alofs (seit Schuljahr 2017/2018, davor Michelle Krill)
- Lehrkräfte: 90; 1/3 davon französisch

### DFG Freiburg
- gegründet im September 1972

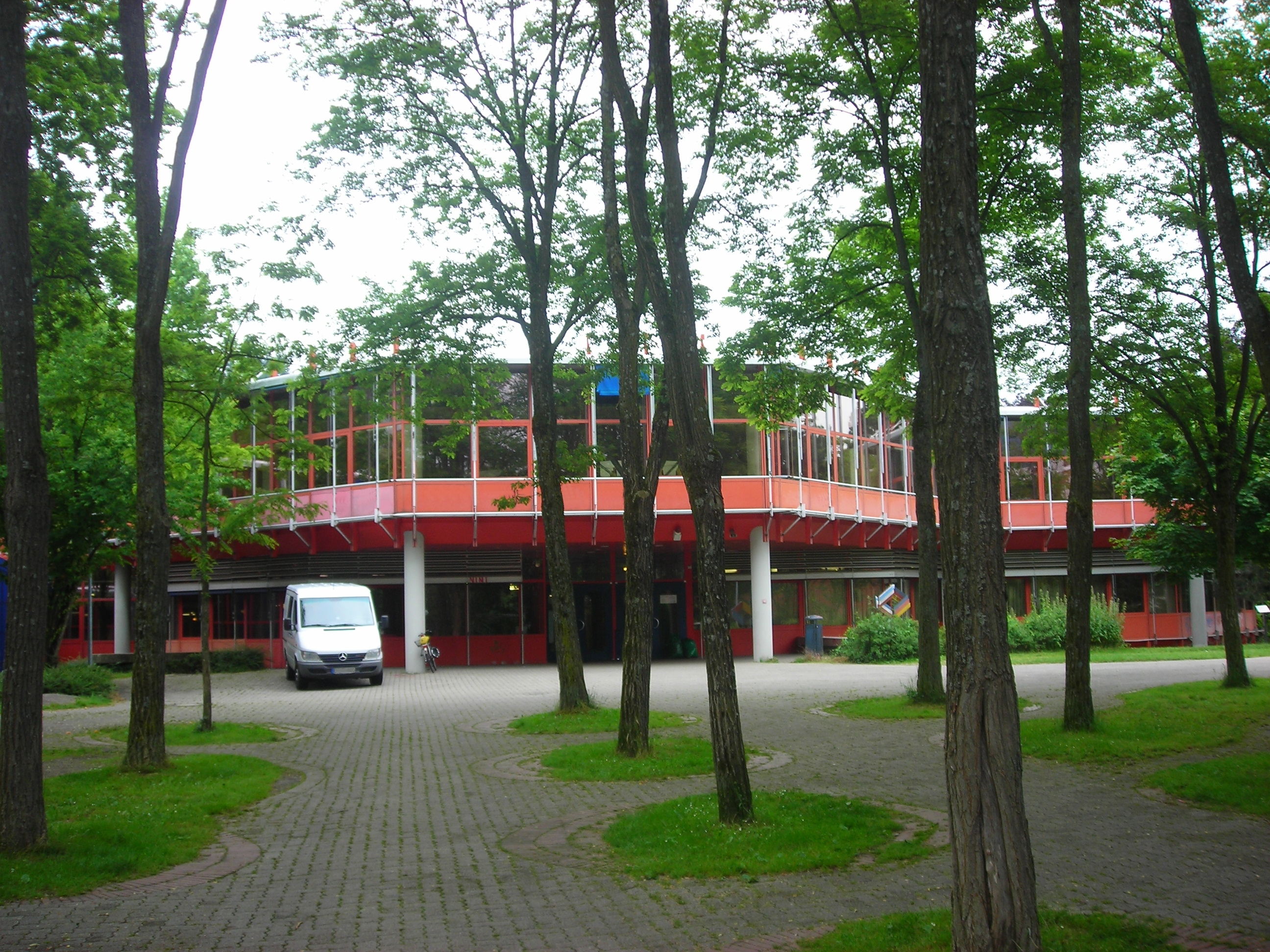
Der Haupteingang des DFG Freiburg

- 847 Schüler, davon 447 deutsche und 400 französische. Im angegliederten Internat wohnen ca. 50 Schüler.
- Schulleiter (deutsche Sektion):
  - Joachim Schmelz (seit 2022). 1972–1974: Fritz Ruch, 1975–2004: Dieter Roser, 2004–2014: Martin Wedel, 2014–2022: Johannes Remmer
- Schulleiter (französische Sektion):
  - Miguel Rubio (seit 2021). 1976–1984: Bernard Grasser, 1984–1990: Philippe N'Diaye, 1990–1993: Gabriel Vonthron, 1993–1997: Christian Caudrellier, 1997–2003: François Labbé, 2003–2008: Alain Harvet, 2008–2013: Hélène Perrier, 2013–2018: Annik Bermond, 2018–2021: Christiane Polowykow

Die Arbeit der Schule wird begleitet vom Elternbeirat, der SMV, dem Förderverein und dem Verein ehemaliger Schüler (ADAELFA/VeSdesDFG).

### DFG Hamburg
- gegründet im August 2020
- 405 Schülerinnen und Schüler
- Schulleiter: Torge Lorenzen und Florence Burger

### LFA-Buc
- gegründet im Herbst 1975
- Schulleiter:

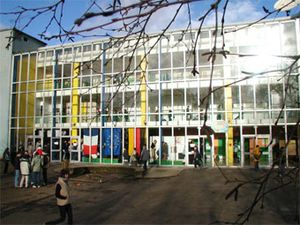
Das Lycée Franco-Allemand in Buc

  - Marie-Alix Morlet (französische Schulleiterin, seit 2021)
  - Michael Wirth (deutscher Schulleiter, seit 2019)[2]
  - Friederike Kawka (deutsche Grundschulkoordinatorin)

## Sonstiges
Das Französische Gymnasium Berlin gehört dem Verbund der drei DFGs nicht an und folgt traditionell einer eigenständigen binationalen Verwaltungsstruktur.